# Oddział partyzancki „Madaj”
Oddział partyzancki „Madaj” – polski oddział ruchu oporu działający podczas II wojny światowej przeciwko Niemcom i po ich wyparciu przeciwko sowietom oraz UB.

## Historia
Oddział został utworzony przez plutonowego Bogdana Hądzlika "Madaja" w 1940 i bazował na terenie Leśnictwa Głęboczek, w obecnym powiecie mogileńskim. W początkowej fazie działania liczył dziewięciu ludzi, a latem 1943 włączono go w struktury Samodzielnego Obwodu Armii Krajowej "Młotek". Był wtedy oddziałem dyspozycyjnym. Żołnierze oddziału przeprowadzili kilka akcji o charakterze dywersyjno-odstraszającym, pozorując wypady z terenów tzw. Generalnego Gubernatorstwa. Rekwirowali też Niemcom broń, częstokroć działając w niemieckich mundurach. W styczniu 1945 jednostka dysponowała bronią automatyczną, dwoma motocyklami NSU-D oraz DKW i grupowała około siedemdziesiąt osób, w tym piętnastu żołnierzy.
Jesienią 1944, przy współpracy z sowieckimi spadochroniarzami, oddział zaatakował leśniczówkę Gołaźnia, gdzie zdobyto broń, amunicję, mundury i radio. W tym samym okresie przeprowadzono akcję rozbrajania niemieckich osadników, a w styczniu 1945 zaatakowano pluton Wehrmachtu pod Niestronnem, zabijając dwóch Niemców.
Po wyparciu okupanta niemieckiego oddział przeszedł do działań antysowieckich, walcząc z NKWD oraz UB. Włączono go w tym czasie do Samodzielnego Obwodu Pałuki 315 i podporządkowano Piotrowi Rogowskiemu "Błyskawicy" z Barcina. Ujawnił się ostatecznie 7 listopada 1945 w Państwowym Urzędzie Bezpieczeństwa w Żninie przed Komisją Likwidacyjną.